# هیواب
هیواب (به لاتین: Heioab) یک کوه در نامیبیا است. هیواب ۱٬۰۹۰ متر بالاتر از سطح دریا واقع شده‌است.